# Brian Bades
Brian Bades (sinh ngày 3 tháng 7 năm 1939) là một cựu cầu thủ bóng đá người Anh, thi đấu ở vị trí tiền vệ chạy cánh ở Football League cho Chester. Ông cũng thi đấu ở Giải vô địch cho Accrington Stanley, nhưng kết quả và số lần ra sân bị hủy bỏ vì câu lạc bộ không thi đấu ở mùa giải 1961–62.